# 인풍루
인풍루(仁風樓)는 자강도 강계시 충성동에 있는 누정이다. 1472년 처음 짓고, 1680년에 고쳐 지었다. 독로강이 굽이쳐 감도는 절벽 위에 세운 인풍루는 예로부터 경치가 좋아 ‘관서팔경’의 하나로 알려져 있다. 인풍루는 원래 강계읍성의 부속건물로서 전시에는 군사를 훈련하고 사열하던 곳이다.
동쪽면 4칸(18.75m), 서쪽면 5칸(18.75m), 옆면 3칸(8.9m)으로 두공은 2익공이고, 천장은 통전장과 소란반자로 되어 있고, 지붕은 겹처마로 된 합각지붕이다. 건물 안에는 마루를 깔았으며 난간을 둘렀다. 이 건물에서 특이한 것은 기둥 간격을 다르게 한 것, 액방대신 장여를 쓴 것, 대들보가 커서 주두 위에 직접 올려놓음으로써 제공 하나가 삭제된 것, 첨차구조가 특이한 것, 7량집으로서 두리 사이 간격이 모두 같은 것 등이다.